# ショーツ 魔法の石大作戦
『ショーツ 魔法の石大作戦』（ショーツ まほうのいしだいさくせん、原題: Shorts）は、2009年のアメリカのファンタジー映画。日本では劇場未公開作品であるが、2010年7月21日に初回限定特別版DVDとBlu-rayが、同年10月30日に特別版DVDがそれぞれ発売された。2013年1月14日には日本テレビ「映画天国」で地上波放映もされた。

## キャスト
（  ）内は日本語吹き替えキャスト
- トー・トンプソン: ジミー・ベネット（本城雄太郎）
- トンプソンの父: ジョン・クライヤー（土田大）
- ノーズ・ノズワーシー: ジェイク・ショート（矢島晶子）
- ステイシー・トンプソン: カット・デニングス
- ルーギー: トレヴァー・ガニョン（新井海人）
- コール・ブラック: デヴォン・ギアハート（下和田ヒロキ）
- ヘルヴェティカ・ブラック: ジョリー・ヴァニエ (戸松遥)
- ノズワーシー博士: ウィリアム・H・メイシー（藤原啓治）
- Mr.ブラック: ジェームズ・スペイダー (井上和彦)
- トンプソンの母: レスリー・マン